# Libéria az 1988. évi nyári olimpiai játékokon
Libéria a dél-koreai Szöulban megrendezett 1988. évi nyári olimpiai játékok egyik részt vevő nemzete volt. Az országot az olimpián 2 sportágban 8 sportoló képviselte, akik érmet nem szereztek.

## Atlétika
Férfi
| Versenyző      | Versenyszám | Előfutam         | Előfutam         | Előfutam         | Negyeddöntő | Negyeddöntő | Negyeddöntő | Elődöntő | Elődöntő | Elődöntő | Döntő   | Döntő    |
| Versenyző      | Versenyszám | Idő              | Hely.            | Össz.            | Idő         | Hely.       | Össz.       | Idő      | Hely.    | Össz.    | Idő     | Helyezés |
| -------------- | ----------- | ---------------- | ---------------- | ---------------- | ----------- | ----------- | ----------- | -------- | -------- | -------- | ------- | -------- |
| Samuel Birch   | 100 m       | 11,68            | 7.               | 100.             | kiesett     | kiesett     | kiesett     | kiesett  | kiesett  | kiesett  | kiesett | kiesett  |
| Oliver Daniels | 100 m       | 10,68            | 4.               | 52.*             | kiesett     | kiesett     | kiesett     | kiesett  | kiesett  | kiesett  | kiesett | kiesett  |
| Oliver Daniels | 200 m       | 21,59            | 3.               | 39.              | 22,25       | 8.          | 39.         | kiesett  | kiesett  | kiesett  | kiesett | kiesett  |
| Nimley Twegbe  | 800 m       | 1:58,43          | 8.               | 66.              | kiesett     | kiesett     | kiesett     | kiesett  | kiesett  | kiesett  | kiesett | kiesett  |
| Nimley Twegbe  | 1500 m      | nem állt rajthoz | nem állt rajthoz | nem állt rajthoz |             |             |             | kiesett  | kiesett  | kiesett  | kiesett | kiesett  |

Női
| Versenyző     | Versenyszám | Előfutam | Előfutam | Előfutam | Negyeddöntő | Negyeddöntő | Negyeddöntő | Elődöntő | Elődöntő | Elődöntő | Döntő   | Döntő    |
| Versenyző     | Versenyszám | Idő      | Hely.    | Össz.    | Idő         | Hely.       | Össz.       | Idő      | Hely.    | Össz.    | Idő     | Helyezés |
| ------------- | ----------- | -------- | -------- | -------- | ----------- | ----------- | ----------- | -------- | -------- | -------- | ------- | -------- |
| Melvina Vulah | 100 m       | 12,16    | 6.       | 51.*     | kiesett     | kiesett     | kiesett     | kiesett  | kiesett  | kiesett  | kiesett | kiesett  |
| Melvina Vulah | 200 m       | 25,46    | 7.       | 52.      | kiesett     | kiesett     | kiesett     | kiesett  | kiesett  | kiesett  | kiesett | kiesett  |

| Versenyző     | Versenyszám | Selejtező | Selejtező | Döntő    | Döntő    |
| Versenyző     | Versenyszám | Eredmény  | Helyezés  | Eredmény | Helyezés |
| ------------- | ----------- | --------- | --------- | -------- | -------- |
| Melvina Vulah | Távolugrás  | 523 cm    | 28.       | kiesett  | kiesett  |

* - egy másik versenyzővel azonos eredményt ért el

## Ökölvívás
| Versenyző           | Versenyszám | Selejtező                    | 32-es főtábla               | Nyolcaddöntő                   | Negyeddöntő       | Elődöntő          | Döntő             | Helyezés |
| Versenyző           | Versenyszám | Ellenfél Eredmény            | Ellenfél Eredmény           | Ellenfél Eredmény              | Ellenfél Eredmény | Ellenfél Eredmény | Ellenfél Eredmény | Helyezés |
| ------------------- | ----------- | ---------------------------- | --------------------------- | ------------------------------ | ----------------- | ----------------- | ----------------- | -------- |
| Sammy Stewart       | Papírsúly   | erőnyerő                     | Darwin Angeles (HON) · 5:0  | Leopoldo Serrantes (PHI) · 0:5 | kiesett           | kiesett           | kiesett           | 9.       |
| Thomas Stephens     | Harmatsúly  | Justin Chikwanda (ZAM) · RSC | kiesett                     | kiesett                        | kiesett           | kiesett           | kiesett           | 33.      |
| Tommy Gbay          | Könnyűsúly  | erőnyerő                     | Kamal Marjouane (MAR) · 0:5 | kiesett                        | kiesett           | kiesett           | kiesett           | 17.      |
| Simeon Stubblefield | Középsúly   | erőnyerő                     | Sello Mojela (LES) · 0:5    | kiesett                        | kiesett           | kiesett           | kiesett           | 17.      |

RSC – a mérkőzésvezető megállította a mérkőzést